# Francis Tourte
Pour les articles homonymes, voir Tourte.
Louis François Tourte, dit Francis Tourte, né à Paris le 8 juin 1816 et mort à Sèvres le 5 octobre 1891, est un compositeur, poète, chansonnier et auteur dramatique français.

## Biographie
Petit-fils de l'archetier François Xavier Tourte, on lui doit les paroles de plus de 500 chansons et mélodies, dont il compose parfois la musique, des livrets d'opérettes et des pièces de théâtre qui ont été représentées sur les plus grandes scènes parisiennes du XIXe siècle : Théâtre des Délassements-Comiques, Théâtre des Variétés, Théâtre des Bouffes-Parisiens, etc.
Il est inhumé au cimetière du Père-Lachaise (68e division).

## Œuvres

### Poésies
- Brises du matin, poésies, 1841
- Rémi ou Croyance et Martyre, nouvelle en vers, 1843

### Paroles de chansons, bluettes, romances
- Albums de dix mélodies pour piano de Victoria Arago, 1849, 1850, et 1851

### Théâtre
- Une femme qui n'y est pas, vaudeville en un acte, 1856
- Le Docteur Tam-Tam, opérette-bouffe en 1 acte, musique de Frédéric Barbier, 1859
- La Tour de Bondy, folie musicale en 1 acte, musique de Deblond, 1861
- Si Pontoise le savait !, comédie-vaudeville en un acte avec Paul-Aimé Chapelle et Jules Adenis, 1861
- Madame Pygmalion, opérette-bouffe en 1 acte, avec Jules Adenis, musique de Frédéric Barbier, 1863
- Un bureau de nourrices, folie musicale en 1 acte, musique de Georges Douay, 1867
- L'Héritage du postillon, opérette en 1 acte, avec Amédée de Jallais, musique d'Auguste L'Eveillé, 1867
- Un cœur d'artiste, comédie en 3 actes mêlée de chant, 1867
- Mlle Marguerite s. v. p., opérette en 4 actes, avec Jules Adenis, musique de Théodore de Lajarte, 1868
- Le Pommier des amours, opérette en 1 acte, musique de Georges Douay, 1872
- L'Huissier mélomane, opérette en 1 acte, musique d'Albert Barlatier, 1873
- Le Banquier de ma femme, comédie en un acte, 1873
- On demande une bonne qui boite, opérette en 1 acte, musique de Sailly, 1874
- Le Meunier, son fils et... l'autre, opéra-comique en 1 acte, musique d'Émile Ettling, 1875
- Les Valets modèles, opérette en 1 acte, musique de Georges Douay, 1875
- La Chasse aux rivaux, opérette en 1 acte, musique de Jules d'Aoust, 1876
- Le Chapitre des renseignements, comédie en un acte, 1888
- Un mariage d'autrefois, opéra-comique en 1 acte, musique de Georges Douay, 1897

### Mélodies
- Azzo le condottiere, musique de Gustave Roger
- La Chanson du pressoir, paroles et musique
- Comme on s'aime à Falaise, paroles et musique
- Dans la main de Dieu !, paroles et musique
- Dormez, petit cœur, musique de Théodore Ritter
- La Face et le revers, paroles et musique
- Grand'père et Petits-Enfants, musique de H. Damoreau-Cinti
- Là-bas sous cette étoile, paroles et musique
- Le Mendiant d'Espagne, musique de N. Martyns
- La Meunière du châtelain, musique de Victor Massé
- La Révolte des noirs, musique de Frédéric Barbier
- Le Roi David, musique de Frédéric Barbier
- Toinon, musique de Frédéric Barbier
- Tout ça c'est à moi, musique de Frédéric Barbier
- Le Vin du purgatoire, paroles et musique
- Album de 10 mélodies pour voix et piano, avec Charles Delange et Xavier Eyma, 1849
- Bouquet de bruyères, ballades et chansonnettes, musique de divers compositeurs, 1858
- Romances, chansons et chansonnettes, musique de divers compositeurs, 1863
- Almanach de la chansonnette, musique de Georges Douay, 1875
- Les Caprices de Périnette, chansonnette, musique de André Simiot, 1865
- Les petits Mendiants !, chansonnette, musique de Simiot, 1865